# Pierzchnia Góra
Pierzchnia Góra – wieś w Polsce położona w województwie łódzkim, w powiecie sieradzkim, w gminie Warta. Miejscowość wchodzi w skład sołectwa Lasek.
W latach 1975–1998 miejscowość administracyjnie należała do województwa sieradzkiego.
5 września 1939 żołnierze Wehrmachtu zamordowali rodzinę Plucińskich. Śmierć poniosły 4 osoby. W dniach 2–4 kwietnia 1940 roku w lasach niedaleko wsi za pomocą mobilnych komór gazowych zamordowano 499 pacjentów szpitala psychiatrycznego w Warcie.